# 500 Miles de Fuji 1985
Navigation
Édition suivante
Les 500 miles de Fuji 1985 (officiellement appelé les 1985 All Japan Fuji 500 Miles), disputées le 28 juillet 1985 sur le Fuji Speedway, ont été la troisième manche du Championnat du Japon de sport-prototypes 1985.

## La course

### Classement de la course
Voici le classement officiel au terme de la course,.
- Les premiers de chaque catégorie du championnat du monde sont signalés par un fond jaune.
- Pour la colonne Pneus, il faut passer le curseur au-dessus du modèle pour connaître le manufacturier de pneumatiques.
- Les voitures ne réussissant pas à parcourir 75% de la distance du gagnant sont non classées (NC).

| Pos  | Classe | no | Écurie                  | Pilotes                                          | Châssis                             | Pneus | Tours | Temps                 |
| Pos  | Classe | no | Écurie                  | Pilotes                                          | Moteur                              | Pneus | Tours | Temps                 |
| ---- | ------ | -- | ----------------------- | ------------------------------------------------ | ----------------------------------- | ----- | ----- | --------------------- |
| 1    | LD-1   | 25 | Advan Sports Nova       | Kunimitsu Takahashi Kenji Takahashi              | Porsche 962C                        | Y     | 182   | 4 h 38 min 29 s 740   |
| 1    | LD-1   | 25 | Advan Sports Nova       | Kunimitsu Takahashi Kenji Takahashi              | Porsche Type-935 2,6 l Flat-6 Turbo | Y     | 182   | 4 h 38 min 29 s 740   |
| 2    | LD-1   | 36 | Tom's                   | Satoru Nakajima Masanori Sekiya Kaoru Hoshino    | Tom's 85C                           | B     | 180   | + 2 tours             |
| 2    | LD-1   | 36 | Tom's                   | Satoru Nakajima Masanori Sekiya Kaoru Hoshino    | Toyota 4T-GT 2,1 l I4 Turbo         | B     | 180   | + 2 tours             |
| 3    | LD-1   | 37 | Team Ikuzawa            | Tiff Needell James Weaver                        | Tom's 85C                           | D     | 178   | + 4 tours             |
| 3    | LD-1   | 37 | Team Ikuzawa            | Tiff Needell James Weaver                        | Toyota 4T-GT 2,1 l I4 Turbo         | D     | 178   | + 4 tours             |
| 4    | LD-1   | 8  | Rays Racing Division    | Hitoshi Ogawa Tsunehisa Asai                     | Tom's 85C                           | D     | 177   | + 5 tours             |
| 4    | LD-1   | 8  | Rays Racing Division    | Hitoshi Ogawa Tsunehisa Asai                     | Toyota 4T-GT 2,1 l I4 Turbo         | D     | 177   | + 5 tours             |
| 5    | LD-1   | 2  | Alpha Cubic Racing Team | Noritake Takahara Chiyomi Totani Toshio Suzuki   | Porsche 956B                        | B     | 171   | + 11 tours            |
| 5    | LD-1   | 2  | Alpha Cubic Racing Team | Noritake Takahara Chiyomi Totani Toshio Suzuki   | Porsche Type-935 2,6 l Flat-6 Turbo | B     | 171   | + 11 tours            |
| 6    | LD-1   | 3  | Auto Beaurex Motorsport | Naoki Nagasaka Taku Akaike                       | Tom's 85C                           | D     | 169   | + 13 tours            |
| 6    | LD-1   | 3  | Auto Beaurex Motorsport | Naoki Nagasaka Taku Akaike                       | Toyota 4T-GT 2,1 l I4 Turbo         | D     | 169   | + 13 tours            |
| 7    | LD-2   | 85 | Mazdaspeed              | Yoshimi Katayama Takashi Yorino                  | Mazda 737C                          | D     | 167   | + 15 tours            |
| 7    | LD-2   | 85 | Mazdaspeed              | Yoshimi Katayama Takashi Yorino                  | Mazda 13B 1,3 l 2-Rotor             | D     | 167   | + 15 tours            |
| 8    | LD-1   | 27 | FromA Racing            | Jiro Yoneyama Hideki Okada                       | Porsche 956                         | D     | 166   | + 16 tours            |
| 8    | LD-1   | 27 | FromA Racing            | Jiro Yoneyama Hideki Okada                       | Porsche Type-935 2,6 l Flat-6 Turbo | D     | 166   | + 16 tours            |
| 9    | LD-2   | 62 | Auto Beaurex Motorsport | Kazuo Mogi Toshio Motohashi                      | Lotec M1C                           | Y     | 153   | + 29 tours            |
| 9    | LD-2   | 62 | Auto Beaurex Motorsport | Kazuo Mogi Toshio Motohashi                      | BMW M88 3,5 l I6 Atmo               | Y     | 153   | + 29 tours            |
| 10   | LD-2   | 16 | ERC                     | Masaatsu Ooya Kinji Suzuki                       | Mazda RX-7                          | D     | 146   | + 36 tours            |
| 10   | LD-2   | 16 | ERC                     | Masaatsu Ooya Kinji Suzuki                       | Mazda Rotatif                       | D     | 146   | + 36 tours            |
| 11   | LD-2   | 55 | Mazda Auto Nishi Tokyo  | Toshiyuki Abe Toshihiro Fukazawa Shigeru Miura   | Mazda RX-7                          | D     | 145   | + 37 tours            |
| 11   | LD-2   | 55 | Mazda Auto Nishi Tokyo  | Toshiyuki Abe Toshihiro Fukazawa Shigeru Miura   | Mazda Rotatif                       | D     | 145   | + 37 tours            |
| 12   | LD-2   | 71 | Tomei Jidousha          | Yoshiyuki Jitsukawa Motoji Sekine                | Nissan Sunny                        | D     | 138   | + 44 tours            |
| 12   | LD-2   | 71 | Tomei Jidousha          | Yoshiyuki Jitsukawa Motoji Sekine                | Nissan                              | D     | 138   | + 44 tours            |
| 13   | LD-1   | 11 | Hasemi Motor Sport (ja) | Masahiro Hasemi Takao Wada                       | March 85G                           | D     | 136   | + 46 tours            |
| 13   | LD-1   | 11 | Hasemi Motor Sport (ja) | Masahiro Hasemi Takao Wada                       | Nissan VG30ET 3,0 l V6 Turbo        | D     | 136   | + 46 tours            |
| 14   | LD-2   | 14 | RE Amamiya              | Satoshi Egura Isao Itagaki Yasuo Inoue           | Mazda RX-7                          | D     | 132   | + 50 tours            |
| 14   | LD-2   | 14 | RE Amamiya              | Satoshi Egura Isao Itagaki Yasuo Inoue           | Mazda Rotatif                       | D     | 132   | + 50 tours            |
| 15   | LD-4   | 31 | Matsuoka                | Yuuji Furuya S. Samitasiya                       | Nissan Sunny                        | B     | 130   | + 52 tours            |
| 15   | LD-4   | 31 | Matsuoka                | Yuuji Furuya S. Samitasiya                       | Nissan                              | B     | 130   | + 52 tours            |
| 16   | LD-2   | 80 | Koyata Engei Racing     | Shigeru Yokoyama Ken'ichi Suzuki Akio Yokoyama   | Mazda RX-7                          | Y     | 127   | + 55 tours            |
| 16   | LD-2   | 80 | Koyata Engei Racing     | Shigeru Yokoyama Ken'ichi Suzuki Akio Yokoyama   | Mazda Rotatif                       | Y     | 127   | + 55 tours            |
| NC   | LD-2   | 61 | AMRC                    | Fumio Suzuki Shin'ya Nishizawa                   | Mazda RX-7                          | Y     | 118   | Non classé            |
| NC   | LD-2   | 61 | AMRC                    | Fumio Suzuki Shin'ya Nishizawa                   | Mazda Rotatif                       | Y     | 118   | Non classé            |
| Abd. | LD-2   | 56 |                         | Eiji Yamada Nobuo Komiya                         | Nissan Fairlady 300ZX               | Y     | 116   | Accident              |
| Abd. | LD-2   | 56 | Nissan                  | Eiji Yamada Nobuo Komiya                         |                                     | Y     | 116   | Accident              |
| Abd. | LD-2   | 86 | Mazdaspeed              | Yojiro Terada David Kennedy                      | Mazda 737C                          | D     | 110   | Accident              |
| Abd. | LD-2   | 86 | Mazdaspeed              | Yojiro Terada David Kennedy                      | Mazda 13B 1,3 l 2-Rotor             | D     | 110   | Accident              |
| Abd. | LD-2   | 67 | Yamato                  | Tsuguo Ooba Ken Mizokawa                         | Honda Ballade CR-X (en)             | B     | 105   | Moteur                |
| Abd. | LD-2   | 67 | Yamato                  | Tsuguo Ooba Ken Mizokawa                         | Honda I4 Atmo                       | B     | 105   | Moteur                |
| Abd. | LD-2   | 88 | Top Fuel Racing         | Hironobu Tatsumi Norimasa Sakamoto               | Mazda RX-7                          | B     | 102   | Transmission          |
| Abd. | LD-2   | 88 | Top Fuel Racing         | Hironobu Tatsumi Norimasa Sakamoto               | Mazda Rotatif                       | B     | 102   | Transmission          |
| Abd. | LD-1   | 38 | Dome Motorsport         | Geoff Lees Eje Elgh                              | Dome 85C                            | D     | 101   | Moteur                |
| Abd. | LD-1   | 38 | Dome Motorsport         | Geoff Lees Eje Elgh                              | Toyota 4T-GT 2,1 l I4 Turbo         | D     | 101   | Moteur                |
| Abd. | LD-1   | 28 | Hoshino Racing          | Kazuyoshi Hoshino Akira Hagiwara Keiji Matsumoto | March 85G                           | B     | 98    | Arbre de transmission |
| Abd. | LD-1   | 28 | Hoshino Racing          | Kazuyoshi Hoshino Akira Hagiwara Keiji Matsumoto | Nissan VG30ET 3,0 l V6 Turbo        | B     | 98    | Arbre de transmission |
| Abd. | LD-4   | 10 |                         | Hiroyuki Noji Masami Ishikawa Makoto Nakamura    | Nissan Sunny                        | Y     | 92    | Différenteil          |
| Abd. | LD-4   | 10 | Nissan                  | Hiroyuki Noji Masami Ishikawa Makoto Nakamura    |                                     | Y     | 92    | Différenteil          |
| Abd. | LD-3   | 30 |                         | Iwao Sugai Hiroshi Sugai                         | Mazda RX-7                          | D     | 90    | Abandon               |
| Abd. | LD-3   | 30 | Mazda Rotatif           | Iwao Sugai Hiroshi Sugai                         |                                     | D     | 90    | Abandon               |
| Abd. | LD-1   | 4  | Garage Italya           | Alessandro Nannini Luis Cesario                  | Lancia LC2                          | D     | 74    | Boite de vitesses     |
| Abd. | LD-1   | 4  | Garage Italya           | Alessandro Nannini Luis Cesario                  | Ferrari 268C 2,6 l V8 Turbo         | D     | 74    | Boite de vitesses     |
| Abd. | LD-1   | 1  | Trust Racing Team       | Vern Schuppan Keiichi Suzuki                     | Porsche 956                         | D     | 39    | Feu                   |
| Abd. | LD-1   | 1  | Trust Racing Team       | Vern Schuppan Keiichi Suzuki                     | Porsche Type-935 2,6 l Flat-6 Turbo | D     | 39    | Feu                   |
| Abd. | LD-2   | 68 | Build Factory           | Tetsuya Kawasaki Syuuji Fujii                    | Nissan Fairlady 300ZX               | D     | 39    | Moteur                |
| Abd. | LD-2   | 68 | Build Factory           | Tetsuya Kawasaki Syuuji Fujii                    | Nissan                              | D     | 39    | Moteur                |
| Abd. | LD-3   | 21 | Trust Racing Team       | Ryuusaku Hitomi Mitsutake Koma Shin'ichi Katsura | Toyota Celica                       | D     | 38    | Abandon               |
| Abd. | LD-3   | 21 | Trust Racing Team       | Ryuusaku Hitomi Mitsutake Koma Shin'ichi Katsura | Toyota                              | D     | 38    | Abandon               |
| Abd. | LD-4   | 50 | SCCN                    | Masao Endou Tuue Niibori                         | Nissan Sunny                        | D     | 24    | Différentiel          |
| Abd. | LD-4   | 50 | SCCN                    | Masao Endou Tuue Niibori                         | Nissan                              | D     | 24    | Différentiel          |
| Abd. | LD-1   | 20 | Central 20 Racing Team  | Haruhito Yanagida Aguri Suzuki                   | Lola T810                           | D     | 20    | Tringlerie de boite   |
| Abd. | LD-1   | 20 | Central 20 Racing Team  | Haruhito Yanagida Aguri Suzuki                   | Nissan VG30ET 3,0 l V6 Turbo        | D     | 20    | Tringlerie de boite   |
| Abd. | LD-2   | 18 |                         | Kazuhiko Oda Makoto Ooto Akira Watanabe          | Mazda RX-7                          | B     | 10    | Transmission          |
| Abd. | LD-2   | 18 | Mazda Rotatif           | Kazuhiko Oda Makoto Ooto Akira Watanabe          |                                     | B     | 10    | Transmission          |
| Abd. | LD-2   | 7  |                         | Kenji Shiono Masami Yoshino                      | Mazda RX-7                          | D     | 10    | Moteur                |
| Abd. | LD-2   | 7  | Mazda Rotatif           | Kenji Shiono Masami Yoshino                      |                                     | D     | 10    | Moteur                |
| Abd. | LD-2   | 24 | OZ Racing               | Kenji Seino Mutsuo Kazama                        | Mazda RX-7                          | D     | 5     | Pompe à huile         |
| Abd. | LD-2   | 24 | OZ Racing               | Kenji Seino Mutsuo Kazama                        | Mazda Rotatif                       | D     | 5     | Pompe à huile         |
| Abd. | LD-1   | 12 | Panasport Japan         | Osamu Nakako Akio Morimoto                       | LM 05C (ja)                         | B     | 0     | Moteur                |
| Abd. | LD-1   | 12 | Panasport Japan         | Osamu Nakako Akio Morimoto                       | Nissan VG30ET 3,0 l V6 Turbo        | B     | 0     | Moteur                |

## Pole position et record du tour
- Pole position :  Kunimitsu Takahashi /  Kenji Takahashi (#25 Advan Sports Nova) en 1 min 19 s 690
- Meilleur tour en course : ...

## À noter
- Longueur du circuit : 4,410 km
- Distance parcourue par les vainqueurs : 802,620 km